# Jim Howick
James "Jim" Howick ( 1979. Május 14. –) angol színész és író. Olyan televíziós sorozatokból ismert, mint a Horrible Histories, Yonderland, Szexoktatás, Peep Show és a Ghosts.

## Élete
Howick a nyugat-sussex-i Chichester-ben született 1979. május 14-én. A Regis iskolában tanult. A Mountview Színművészeti Akadémián diplomázott 2000-ben.
A Horrible Histories sorozat további öt másik tagjával együtt Howick társalkotója, -írója és sztárja a Yonderland-nek is, egy nyolcrészes családi fantasy vígjátéksorozatnak. Ugyanazzal a társulattal játszott együtt a BBC által készített vígjátékban, a Bill-ben, amely bemutatja William Shakespeare korai életét. További kiemelkedő televíziós szerepek: Gerard a Peep Show-ban és Anthony Reggie Perrin-ben. Ezen kívül rendszeresen vendégszereplő volt különféle komédiákban, köztük az Armstrong és Miller Show-ban és a Kevin Bishop Show-ban. 2017-ben Aaron Mayfordot alakította a Broadchurch thrillerében. 2019-ben Howick a Netflix Szexoktatás sorozatában szerepelt Mr. Hendricks, a moordale-i középiskola természettudományi tanára. Howick a BBC One Ghosts című sorozatának egyik alkotója, társírója és szereplője, amelyet először 2019-ben sugároztak.

## Filmográfia

### Film
| Év   | Cím                | Szerep      | Megjegyzések |
| ---- | ------------------ | ----------- | ------------ |
| 2004 | Pokolfajzat        | Cpl. Matlin |              |
| 2006 | Tokyo Jim          | Jim         |              |
| 2015 | Bill               | Különféle   |              |
| 2017 | Thomas Túl Sodoron | Hurrikán    | Szinkron     |

### Televízió
| Év           | Cím                                   | Szerep                                                 | Megjegyzések                           |
| ------------ | ------------------------------------- | ------------------------------------------------------ | -------------------------------------- |
| 1997         | Armstrong és Miller                   | Különféle                                              | Epizód: "# 2.1"                        |
| 2007         | A világ története visszafelé          | Különféle                                              |                                        |
| 2007         | Hyperdrive                            | Mocsári lény                                           |                                        |
| 2007         | Comedy Showcase                       | Különféle                                              |                                        |
| 2007–2010    | Az Armstrong és Miller Show           | Különféle                                              |                                        |
| 2007–2012    | Peep Show                             | Gerard                                                 |                                        |
| 2008         | Mutual Friends                        | Ingatlanügynök                                         | Epizód: "# 1.3"                        |
| 2008–2009    | No Heroics                            | Thundermonkey                                          |                                        |
| 2008–2009    | A Kevin Bishop Show                   | Különféle                                              |                                        |
| 2009–2010    | Reggie Perrin                         | Anthony                                                |                                        |
| 2009–2013    | Horrible Histories                    | Különféle                                              |                                        |
| 2010         | Hounded                               | A brit miniszterelnök                                  |                                        |
| 2010         | Todd Margaret egyre gyengébb döntései | Taxisofőr                                              |                                        |
| 2011         | BBC Proms                             | Különféle                                              |                                        |
| 2013–2016    | Yonderland                            | Különféle                                              |                                        |
| 2013–2014    | The Wrong Mans                        | Chris                                                  | 2 epizód                               |
| 2015         | Horrible Histories                    | Különféle, beleértve Napóleon-t és Winston Churchill-t |                                        |
| 2015         | A kilences házszám alatt              | Thomas Nutter                                          | Epizód: " Elizabeth Gadge tárgyalása " |
| 2015–2017    | Scream Street                         | Mr. Watson                                             |                                        |
| 2016         | Stag                                  | Ian                                                    |                                        |
| 2016         | The Aliens                            | Dominic                                                |                                        |
| 2016         | Airmageddon                           | Kommentátor                                            | 2. évad                                |
| 2017         | Broadchurch                           | Aaron Mayford                                          | 3. évad                                |
| 2017         | Loaded                                | Josh                                                   |                                        |
| 2018         | Action Team                           | Graham                                                 | 6 epizód                               |
| 2018         | Wannabe                               | Mikey                                                  | 4 epizód                               |
| 2019 – jelen | Szexoktatás                           | Colin Hendricks                                        |                                        |
| 2019 – jelen | Ghosts                                | Pat                                                    | 2 évad -                               |
| 2020         | Pandemonium                           | Paul Jessop                                            |                                        |

## Díjak
2010-ben Howick Children BAFTA-t nyert a CBBC Horrible Histories című televíziós sorozatának második évadában nyújtott teljesítményéért.

## További információ
- Jim Howick a Facebookon
- Jim Howick az Internetes Szinkronadatbázisban (magyarul)
- Jim Howick az Internet Movie Database-ben (angolul)
- Jim Howick a Rotten Tomatoeson (angolul)